# Enfermedad de Darwin

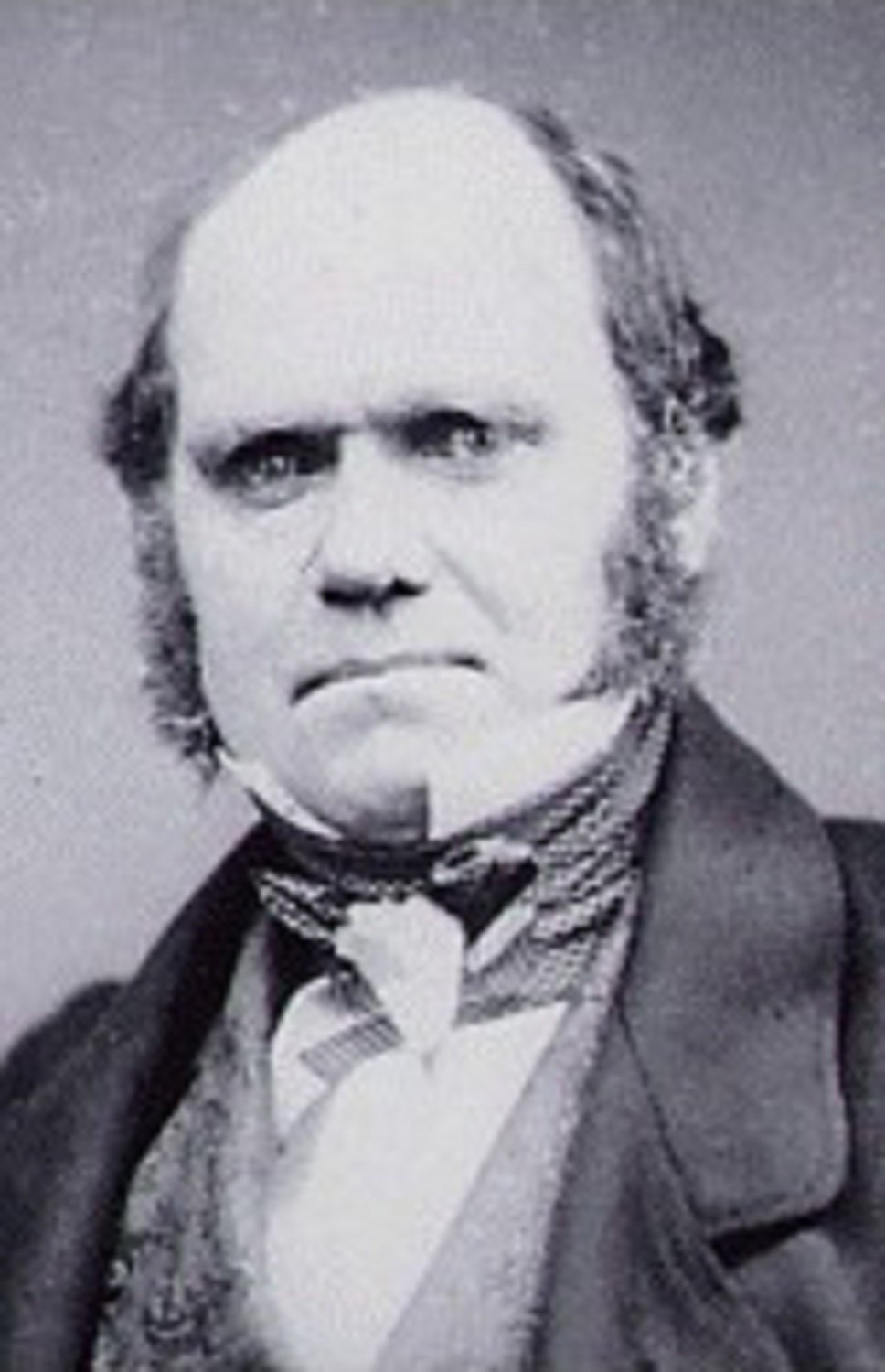
Charles Darwin (1809-1882).

Se conoce como enfermedad de Darwin a una combinación de síntomas, entre los que destaca la fatiga extrema, las palpitaciones, el dolor de pecho y los problemas estomacales, que presentó el biólogo Charles Darwin durante gran parte de su vida adulta.
Esta extraña enfermedad, que ha sido causa de estudio y controversia durante décadas por parte de médicos y biógrafos, dejaba a Darwin seriamente debilitado durante largos períodos, incapacitándole para una vida normal y para la producción intelectual, llegando al extremo de postrarle en la cama frecuentemente. El mismo Darwin afirmó:

Constant attacks....makes life an intolerable bother and stops all work
Los constantes ataques... hacen de la vida una molestia constante y paralizan todo el trabajo

Darwin consultó a más de 20 médicos, pero la medicina de su tiempo no logró diagnosticar claramente la causa de su enfermedad. Probó todos los tratamientos disponibles, pero con escaso éxito.